# NGC 3982
NGC 3982 is een balkspiraalstelsel in het sterrenbeeld Grote Beer. Het hemelobject ligt 67 miljoen lichtjaar van de Aarde verwijderd en werd op 14 april 1789 ontdekt door de Duits-Britse astronoom William Herschel. NGC 3982 maakt deel uit van de M109-groep, een groep van sterrenstelsels op ongeveer 55 miljoen lichtjaar afstand.

## In de kom van deGrote steelpan
Het stelsel NGC 3982 bevindt zich, vanaf de aarde gezien, in het zuidoostelijk gedeelte van de rechthoek gevormd door de sterren Dubhe, Merak, Phad, en Megrez, die de kom van het gemakkelijk herkenbare asterisme Grote steelpan (Big dipper) vormen.

## Synoniemen
- UGC 6918
- MCG 9-20-36
- ZWG 269.19
- KUG 1153+554
- IRAS 11538+5524
- PGC 37520
- H 4.62
- h 1017